# Onward
Onward (titulada Unidos en Hispanoamérica) es una película animada estadounidense de fantasía urbana dirigida por Dan Scanlon y producida por Pixar. Cuenta con las voces de Tom Holland, Chris Pratt, Julia Louis-Dreyfus y Octavia Spencer. Con un guion escrito por Scanlon, Jason Headley y Keith Bunin, la cinta sigue la historia de Ian y Barley Lightfoot, dos hermanos elfos que deben emprender una misión para revivir a su padre. La película estrenó el 6 de marzo de 2020 bajo la distribución de Walt Disney Studios Motion Pictures y fue la primera película original producida por Pixar desde Coco (2017).
Onward fue bien recibida por la crítica, principalmente por las actuaciones de voz de Pratt y Holland, la química entre ambos y el humor. En el sitio Rotten Tomatoes tuvo una aprobación del 88%, mientras que en Metacritic sumó 61 puntos sobre 100. Asimismo, la película recaudó $141 millones en la taquilla a nivel mundial, siendo la película menos recaudadora producida por Pixar, cubriendo menos de un tercio de lo recaudado por The Good Dinosaur (2015). Los ingresos de la película se vieron gravemente afectados debido a que fue prohibida en distintos países de Oriente Medio por la inclusión de un personaje LGBT, así como por la creciente pandemia de COVID-19, la cual provocó el cierre indefinido de la mayor parte de los cines del mundo a solo dos semanas del estreno de la película. A pesar de ello, Onward fue la duodécima película más taquillera del 2020 a nivel mundial y la tercera animada.
Onward fue nominada al Óscar como mejor película animada y obtuvo siete nominaciones a los Annie Awards, entre estas mejor película animada, mejor guion y mejor actuación de voz (Holland). También obtuvo cuatro nominaciones en la ceremonia inaugural de los Critics' Choice Super Awards, además de una nominación a los Golden Globe Awards y los BAFTA como mejor película animada. Asimismo, el tema principal de su banda sonora, «Carried Me With You», fue nominado a los premios Grammy.

## Argumento
En un mundo habitado por criaturas mitológicas tales como elfos, centauros, hadas, cíclopes, entre otros, la magia era un recurso utilizado por hechiceros para ayudar a los demás a mejorar su estilo de vida. No obstante, con el surgimiento de la tecnología moderna, esto ocasionó que gradualmente las criaturas mágicas se olvidasen de la magia y que se volviera obsoleta. En el presente, un elfo adolescente llamado Ian Lightfoot está nervioso por celebrar su cumpleaños número 16 junto a su madre viuda y su hermano mayor Barley, desempleado y obsesionado con la historia de absolutamente todo y juegos de rol, pero dado que Ian es demasiado tímido para invitar a sus amigos de la universidad, se resigna a celebrar solo con su familia. Para animarlo, su madre Laurel le muestra a él y a Barley un regalo que fue dejado por su padre, Wilden Lightfoot. Barley se da cuenta de que el regalo es un báculo mágico y descifra que Wilden les dejó como herencia un hechizo para traerlo a la vida de vuelta por un día a través de la magia y una gema fénix, pero cuando Barley intenta usar el báculo lo repite una y otra vez y no funciona. 
Más tarde, un deprimido Ian recita el hechizo a solas en su cuarto y nota que el báculo reacciona a su voz y comienza a activar la magia, para la sorpresa de Barley, quien trata de ayudarlo a completar el proceso, antes de que la gema fénix se destruya. Como consecuencia, Wilden regresa pero solo de la cintura para abajo, lo que en un principio sorprende a los hermanos, hasta que ellos logran comunicarse con su padre y se proponen encontrar una nueva gema fénix debido a que el hechizo de visita solo dura veinticuatro horas y no puede volver a lanzarse. Barley cree que la ubicación de otra gema está en la taberna de la legendaria aventurera mantícora, por lo que van a visitarla para pedirle uno de sus mapas. Para la sorpresa de Ian, la mantícora llamada Corey se ha retirado de asignar aventuras y ahora es la dueña y administradora de un restaurante familiar. Como Corey tiene que responder a impuestos y demandas en la actualidad, se rehúsa a seguir asignando misiones y entregarles el mapa a otra gema fénix. No obstante, conforme Barley e Ian tratan de razonar con ella al recordarle sus glorias pasadas, esto ocasiona que Corey sufra de una pseudo crisis de identidad al punto de que destruye su propio negocio, quemando en el progreso el mapa a la gema fénix. Durante su escape, Ian es capaz de usar un hechizo de levitación para salvar a Wilden de ser aplastado por una viga, por lo que Barley alienta a su hermano menor a seguir practicando magia y le muestra que robó uno de los mapas infantiles basados en los mapas reales.
Deduciendo que la ubicación de la gema está en un lugar en las montañas, Barley intenta llegar a través de un dudoso atajo en vez de la carretera, dado que cree que en una encrucijada el camino fácil es el incorrecto, muy para el pesar de Ian que quiere llegar a las montañas lo más rápido posible. Cuando la camioneta de Barley, apodada «Ginebra», se queda sin combustible, Ian sugiere utilizar un hechizo para conseguir más, a lo que su hermano le instruye que intente agrandar su bidón de gasolina con un hechizo de alteración de tamaño. En su esfuerzo, Ian es incapaz de concentrarse y acaba por encoger a Barley accidentalmente, lo que los obliga a buscar una estación de servicio. Allí Barley provoca sin quererlo a una pandilla de hadas motociclistas que los persiguen por la carretera hasta que Ian las pierde por otra ruta llamando la atención de oficiales de policía, por lo que Ian y Barley usan un hechizo para personificar al oficial Bronco, un centauro que es el nuevo novio de su madre. Ambos logran librarse por poco ya que el hechizo se disipa conforme el usuario miente, de manera que antes de irse, Ian por accidente revela que considera a Barley un caso perdido, lo que en un principio molesta a este último, pero acaba reconciliándose con su hermano cuando tienen un momento de vínculo con su padre que los alienta a bailar con él.
Por su parte, Laurel se preocupa porqué Ian se haya ido repentinamente de casa y lo rastrea hasta la taberna de la mantícora, donde ve que el lugar está en llamas y a Corey revelando los detalles de lo ocurrido a la policía. Ella se lleva a Corey para que le explique sobre la maldición que podría afectar a sus hijos si encuentran la gema, a lo que la mantícora revela que una vez que encuentren la gema, la maldición creará a un dragón guardián que intentará reclamar la gema y la única manera de destruirlo es usando una espada mágica que tuvo que empeñar por algunas deudas. Ambas consiguen hacerse de la espada tras paralizar a una ambiciosa prestamista que intenta cobrarles una gran cantidad de dinero al escuchar de Corey que la misma es extraña y hecha por metales invaluables. Pero, en su camino a alcanzar a los chicos, sufren de un accidente automovilístico provocado por una de las hadas motociclistas que aprendieron a utilizar sus alas tras su encuentro con los jóvenes Lightfoot, por lo que Laurel propone a Corey que ejercite sus alas para aprender a volar de nuevo. 
El alguacil Bronco se entera de que Laurel está buscando a sus hijos, por lo que decide seguirlos por su cuenta logrando su cometido cuando los encuentra a punto de cruzar un puente. Tanto Ian como Barley optan por escapar, iniciando una persecución con más patrullas, en la que Barley tiene que sacrificar a Ginebra cuando la lanza contra un montículo de rocas para provocar un derrumbe y eludir a la policía. Los hermanos continúan la búsqueda de la gema siguiendo unas estatuas de cuervos que los guían hasta un templo abandonado, pero al explorar su interior los dos comienzan a ser acorralados por trampas hasta que logran encontrar una escotilla que los lleva, para su sorpresa, a la universidad de Ian. Creyendo que han perdido gran parte del día buscando una pista falsa, Ian culpa a Barley de no poder conocer a su padre y se va con la mitad de Wilden a pasar sus últimas horas con él. Mientras examina una lista de cosas que quería hacer con su padre, Ian comprende que a lo largo de toda su vida y el viaje, Barley ha sido una figura importante para él.
Por su parte, Barley está convencido de que la pista es correcta y comienza a buscar la gema en una vieja fuente de la universidad, logrando desbloquear un compartimiento secreto que libera la gema fénix. En ese momento, la maldición se hace presente y crea un dragón con partes de la universidad. El ente persigue a Barley para hacerse con la gema, lo que obliga a Ian a tratar de defender a su hermano, pero él le pide que complete el hechizo de visita, a lo que este le ofrece que pase los minutos restantes del hechizo con su padre. Ian consigue completar el hechizo, lo que restaura la mitad de Wilden mientras a la escena llegan Laurel y Corey, que intentan destruir al dragón con la espada de la mantícora. Sin embargo, el dragón noquea a Corey y se deshace del báculo antes de aproximarse al semi restaurado Wilden y a Barley para obtener la gema. Ian consigue crearse un nuevo báculo a través de una astilla del original y destruye al dragón. Los restos del concreto encierran a Ian, que solo puede ver cómo Barley tiene una breve charla con Wilden antes de que este se desvanezca, habiéndose completado las 24 horas.
Algún tiempo después, Corey restaura su negocio y recupera su espíritu aventurero, mientras que Ian se ha vuelto más seguro de sí mismo por la experiencia y es semi popular por su nuevo rol como practicante de magia, además de que ahora es mucho más unido a Barley, con quien decide irse a otra aventura en la nueva camioneta de Barley, llamada Ginebra 2.

## Reparto
- Tom Holland como Ian Lightfoot, un elfo adolescente.
- Chris Pratt como Barley Lightfoot, el hermano mayor de Ian.
- Julia Louis-Dreyfus como Laurel Lightfoot, la madre viuda de Ian y Barley.
- Octavia Spencer como Corey, una mantícora que ayuda a los hermanos Lightfoot.
- Ali Wong como Gore, un fauno policía.
- Lena Waithe como Specter, un cíclope policía.
- Mel Rodriguez como Colt Bronco, un centauro policía y novio de Laurel.
- Kyle Bornheimer como Wilden Lightfoot, padre de Ian y Barley.

## Doblaje
El doblaje al castellano se grabó en los estudios SDI Media (Madrid, Barcelona y Santiago). La traducción corre a cargo de Iria Domingo Recondo y el ajuste y dirección es de Amparo Valencia.
| Personaje        | Actor                  | Actor/Actriz de voz     |
| ---------------- | ---------------------- | ----------------------- |
| Ian Lightfoot    | Tom Holland            | Mario García            |
| Barley Lightfoot | Chris Pratt            | Guillermo Romero        |
| Laurel Lightfoot | Julia Louis-Dreyfus    | María Antonia Rodríguez |
| La mantícora     | Octavia Spencer        | Isabel Donate           |
| Colt Bronco      | Mel Rodríguez          | Juan Amador Pulido      |
| Agente Specter   | Lena Waithe            | Ana Richart             |
| Agente Gore      | Ali Wong               | Gemma Martín            |
| Dwedrop          | Grey Griffin (DeLisle) | Chelo Vivares           |
| Grecklin         | Tracey Ullman          | Ana Ángeles García      |
| Gaxton           | Wilmer Valderrama      | Txema Moscoso           |
| Agente Avel      | George Psarras         | David García Vázquez    |
| Obrero Fenwick   | John Ratzenberger      | Jordi Torregrosa        |

## Producción
En julio de 2017, Pixar anunció una película de "mundo de fantasía suburbana" en la Expo D23, con la dirección de Scanlon y la producción de Rae. La película estuvo inspirada en la muerte del padre de Scanlon cuando él y su hermano eran más jóvenes y en la relación entre ambos hermanos. Scanlon decidió escribir la historia después de escuchar un clip de audio de su padre. El 12 de diciembre de 2018, el título y el elenco fueron revelados: Chris Pratt, Tom Holland, Julia Louis-Dreyfus y Octavia Spencer formarían parte del reparto. CS Anderson fue anunciado como coescritor de Scanlon.

### Banda sonora
La banda sonora de la película fue encargada a los compositores Mychael y Jeff Danna, que ya habían trabajado anteriormente con el estudio en la cinta The Good Dinosaur (2015). El álbum fue publicado en Spotify y iTunes el 28 de febrero de 2020 y está compuesto por 44 pistas y una canción extra llamada «Carried Me With You», interpretada por Brandi Carlile.
El doblaje japonés utiliza "Zenryoku Syounen" de Sukima Switch como tema de créditos.
| Onward |                                                         |          |  |
| N.º    | Título                                                  | Duración |  |
| 1.     | «Carried Me With You» (Interpretada por Brandi Carlile) | 3:33     |  |
| 2.     | «Quests Of Yore»                                        | 0:52     |  |
| 3.     | «The World Was Full Of Wonder»                          | 1:37     |  |
| 4.     | «A Little Magic»                                        | 0:43     |  |
| 5.     | «Bad Dragon»                                            | 1:03     |  |
| 6.     | «New Ian»                                               | 2:36     |  |
| 7.     | «My Mighty Steed»                                       | 0:22     |  |
| 8.     | «My Birthday Is Cancelled»                              | 0:42     |  |
| 9.     | «Wish I Could Spend The Day With You»                   | 1:46     |  |
| 10.    | «The Visitation Spell»                                  | 3:35     |  |
| 11.    | «The Spell»                                             | 1:06     |  |
| 12.    | «The Spell Only Lasts One Day»                          | 0:56     |  |
| 13.    | «Find Another Phoenix Gem»                              | 0:49     |  |
| 14.    | «Going On A Quest»                                      | 0:24     |  |
| 15.    | «Laurel in Pursuit»                                     | 0:44     |  |
| 16.    | «The Manticore's Tavern»                                | 0:46     |  |
| 17.    | «Tavern Remodeling»                                     | 1:12     |  |
| 18.    | «The Map To Raven's Point»                              | 1:45     |  |
| 19.    | «Two Teenage Elves»                                     | 0:38     |  |
| 20.    | «Magnora Gantuan!»                                      | 0:32     |  |
| 21.    | «Baby Legs»                                             | 0:41     |  |
| 22.    | «Pixie Dusters»                                         | 1:17     |  |
| 23.    | «The Guardian Curse»                                    | 0:42     |  |
| 24.    | «Driving Test»                                          | 3:17     |  |
| 25.    | «Dance Fight»                                           | 2:22     |  |
| 26.    | «Path Of Peril»                                         | 0:41     |  |
| 27.    | «Pawn Shop»                                             | 0:28     |  |
| 28.    | «Tracking Guinevere»                                    | 1:04     |  |
| 29.    | «Bottomless Pit»                                        | 0:56     |  |
| 30.    | «The Trust Bridge»                                      | 1:20     |  |
| 31.    | «Follow Your Gut»                                       | 0:52     |  |
| 32.    | «Running From The Cops»                                 | 1:59     |  |
| 33.    | «Sacrifice»                                             | 0:59     |  |
| 34.    | «Just A Beat Up Old Van»                                | 1:36     |  |
| 35.    | «The Cave»                                              | 0:54     |  |
| 36.    | «Accelior!»                                             | 0:26     |  |
| 37.    | «Boom Bastia!»                                          | 0:47     |  |
| 38.    | «Barley's Last Memory Of Dad»                           | 0:58     |  |
| 39.    | «Led Us To Our Victory»                                 | 1:49     |  |
| 40.    | «The Truth Comes Out»                                   | 0:39     |  |
| 41.    | «Share My Life With Him»                                | 3:24     |  |
| 42.    | «Battling The Dragon»                                   | 3:03     |  |
| 43.    | «Voltar Thunderseer»                                    | 0:59     |  |
| 44.    | «Dad»                                                   | 2:52     |  |
| 45.    | «Magic Returns»                                         | 2:48     |  |

## Estreno
Onward fue proyectada por primera vez en el Festival de Cine de Berlín el 21 de febrero de 2020. El estreno oficial en Estados Unidos fue el 5 de marzo de 2020 en el teatro "El Capitán", de Los Ángeles. La película se estrenó en cines el 6 de marzo de 2020 por Walt Disney Studios Motion Pictures. Su lanzamiento en formato digital y streaming estaba programado para mediados de julio de 2020, pero debido a la pandemia de COVID-19, la cual provocó el cierre indefinido de gran parte de los cines del mundo, la compañía publicó la película en formato digital el 20 de marzo, solo dos semanas después de su estreno en cines.

## Recepción

### Recibimiento comercial
Onward recaudó $141 495 051 a nivel mundial, divididos en $61 555 145 en Estados Unidos y $79 939 906 en el resto del mundo. Fue la duodécima película más taquillera del 2020 a nivel mundial y la tercera animada, solo superada por Kimetsu no Yaiba: Mugen Ressha-hen (2020) y Jiang Ziya (2020). También fue la novena más taquillera en Estados Unidos y primera animada.
Inicialmente, se proyectaba que Onward recaudara entre 44 y 50 millones de dólares en su primer fin de semana solo en los Estados Unidos. Sin embargo, debido a la creciente pandemia de COVID-19, las proyecciones, especialmente en el resto del mundo, disminuyeron. La película recaudó 40 millones en su primer fin de semana en los Estados Unidos, con lo que debutó en la primera posición de la taquilla. En el resto del mundo consiguió 28 millones, con sus mercados más fuertes siendo el Reino Unido (4.4 millones), Francia (3.3 millones), México (3 millones) y Rusia (2.1 millones). Pese a su bajo debut, los expertos pronosticaron que la película podría recuperarse a largo plazo dada su buena recepción por parte de la crítica y la audiencia. Sin embargo, en vista de que la pandemia de COVID-19 empeoraba a nivel mundial, la gran mayoría de los cines del mundo cerraron, lo cual paralizó totalmente la taquilla. Debido a esto, The Walt Disney Company anunció que no revelaría más las cifras de taquilla de ninguna de sus películas, y posteriormente Onward fue lanzada para descargas y streaming el 20 de marzo de 2020.

### Comentarios de la crítica
En términos generales, Onward fue muy bien recibida por la crítica especializada. En el sitio web Rotten Tomatoes, tuvo un porcentaje de aprobación del 88 % y una puntuación promedio de 7.2 de 10 basado en 322 reseñas profesionales, con lo que recibió la certificación de «fresca», mientras que entre sus lectores tuvo una aprobación del 95 %. El consenso del sitio fue: «Aunque podría verse floja en comparación con los clásicos de Pixar, Onward hace un uso efectivo de la fórmula del estudio y se mantiene por sus propios méritos como una aventura animada divertida, conmovedora y deslumbrante». Por otra parte, en el sitio web Metacritic, la cinta acumuló 61 puntos de 100 sobre la base de 56 reseñas, denotando «reseñas mayormente favorables».
El escritor Justin Chang de Los Angeles Times describió la película como «conmovedora» y «extraña en el buen sentido», y señaló que contiene los elementos clásicos de cualquier película de Pixar como «el ingenio astuto, la deslumbrante invención y el delicado acercamiento emocional que se siente sublime». Steve Rose de The Guardian calificó al filme con cuatro estrellas de cinco y expresó que «dentro de toda la hermandad y la fantasía envolvente, Onward encuentra un poco de la antigua magia de Pixar». Rose también alabó la dinámica entre los personajes de Holland y Pratt, y de cómo ambos van evolucionando a lo largo de la historia. Brian Truitt de USA Today le dio tres estrellas de cuatro y dijo que «Onward consigue un equilibrio perfecto entre las risas y lágrimas en una fantasía encantadora que no se siente como una película de Pixar». Owen Gleiberman de Variety señaló que aunque la película no es sorprendente, «al final estarás sollozando y soltando risas, y habrás disfrutado del viaje convencional». Tim Robey de The Telegraph calificó al filme con cuatro estrellas de cinco y alabó las interpretaciones de Holland y Pratt por ajustarse perfectamente a sus personajes, y sostuvo que la película es «disfrutable en cada momento, y si tienes un hermano, realmente te tocará».
Kristy Puchko de IGN escribió que: «El director Dan Scanlon ha logrado una aventura que alegremente vuela alto con sus elementos de fantasía, y aun así nunca pierde el toque de realismo. Tiene encanto, un diseño de producción divertido y unas excelentes actuaciones de voz. Además, tiene un ritmo excepcional que mantiene a la audiencia intrigada con escenas de acción. Con todo, es un estupendamente entretenido cuento lleno de humor, corazón y alusiones que seguro deleitarán a los amantes de la fantasía». David Rooney de The Hollywood Reporter alabó las actuaciones de voz de Holland y Pratt, así como el último acto de la película, el cual describió como «genuinamente conmovedor». A pesar de esto, el crítico sintió que Onward era «decepcionante» la mayor parte del tiempo por carecer de «verdadera magia».

### Prohibición y censura por temática LGTBI
En países como Arabia Saudita, Omán, Catar y Kuwait, la película fue prohibida por una referencia a la sexualidad del personaje Specter, que es interpretado por la actriz abiertamente homosexual Lena Waithe. En la escena en cuestión Specter tiene una conversación con el oficial Bronco (que en realidad son los hermanos Lightfoot personificando al centauro) en la que ella menciona que al igual que él tiene problemas para congeniar con la hija de su novia. No obstante, en países como Egipto, Líbano y los Emiratos Árabes Unidos dicha prohibición no tuvo lugar, a pesar de que la homosexualidad también es penada en dichos lugares. Por otra parte, en Rusia, con la ley rusa contra la propaganda homosexual implementada en 2013, la película fue modificada omitiendo los diálogos donde se referían a la homosexualidad de Specter, de manera que la ley no aplicara. Días antes de llegar a la pantalla grande, un grupo de padres conservadores de Estados Unidos hizo una petición en línea para boicotear la cinta por incluir un personaje LGBT, la cual recogió más de 36 mil firmas.

## Premios y nominaciones
| Año  | Premiación                                        | Categoría                                   | Nominado(s)                                                      | Resultado | Ref.          |
| ---- | ------------------------------------------------- | ------------------------------------------- | ---------------------------------------------------------------- | --------- | ------------- |
| 2020 | BMI Film & TV Awards                              | Mejor Música                                | Jeff Danna, Mychael Danna                                        | Ganador   | [ 34 ]        |
| 2020 | Chicago Film Critics Association                  | Mejor Película Animada                      | Onward                                                           | Nominado  | [ 35 ]        |
| 2020 | Greater Western New York Film Critics Association | Mejor Película Animada                      | Onward                                                           | Nominado  | [ 36 ]        |
| 2020 | Indiana Film Journalists Association              | Mejor Película Animada                      | Onward                                                           | Nominado  | [ 37 ]        |
| 2020 | People's Choice Awards                            | La Película Familiar del 2020               | Onward                                                           | Ganador   | [ 38 ] [ 39 ] |
| 2021 | American Cinema Editors                           | Mejor Edición en Película Animada           | Catherine Apple                                                  | Nominado  | [ 40 ]        |
| 2021 | Annie Awards                                      | Mejor Película Animada                      | Onward                                                           | Nominado  | [ 7 ] [ 41 ]  |
| 2021 | Annie Awards                                      | Mejor Animación de Personajes               | Shaun Chacko                                                     | Nominado  | [ 7 ] [ 41 ]  |
| 2021 | Annie Awards                                      | Mejor Música                                | Mychael Danna, Jeff Danna                                        | Nominado  | [ 7 ] [ 41 ]  |
| 2021 | Annie Awards                                      | Mejor Diseño de Producción                  | Noah Klocek, Sharon Calahan, Huy Nguyen, Bert Berry, Paul Conrad | Nominado  | [ 7 ] [ 41 ]  |
| 2021 | Annie Awards                                      | Mejor Actuación de Voz                      | Tom Holland                                                      | Nominado  | [ 7 ] [ 41 ]  |
| 2021 | Annie Awards                                      | Mejor Guion                                 | Dan Scanlon, Jason Headley, Keith Bunin                          | Nominado  | [ 7 ] [ 41 ]  |
| 2021 | Annie Awards                                      | Mejor Edición                               | Catherine Apple, Anna Wolitzky, Dave Suther                      | Nominado  | [ 7 ] [ 41 ]  |
| 2021 | Art Directors Guild Awards                        | Mejor Película Animada                      | Noah Klocek                                                      | Nominado  | [ 42 ]        |
| 2021 | Austin Film Critics Association                   | Mejor Película Animada                      | Onward                                                           | Nominado  | [ 43 ]        |
| 2021 | BAFTA Awards                                      | Mejor Película Animada                      | Onward                                                           | Nominado  | [ 44 ]        |
| 2021 | Black Reel Awards                                 | Mejor Actuación de Voz                      | Octavia Spencer                                                  | Nominado  | [ 45 ]        |
| 2021 | Chicago Indie Critics Association                 | Mejor Película Animada                      | Onward                                                           | Nominado  | [ 46 ]        |
| 2021 | Cinema Audio Society                              | Mejor Mezcla de Sonido (Animación)          | Onward                                                           | Nominado  | [ 47 ]        |
| 2021 | Columbus Film Critics Association                 | Mejor Película Animada                      | Onward                                                           | Nominado  | [ 48 ]        |
| 2021 | Critics' Choice Super Awards                      | Mejor Película Animada                      | Onward                                                           | Nominado  | [ 8 ] [ 49 ]  |
| 2021 | Critics' Choice Super Awards                      | Mejor Actor de Voz en una Película Animada  | Chris Pratt                                                      | Nominado  | [ 8 ] [ 49 ]  |
| 2021 | Critics' Choice Super Awards                      | Mejor Actor de Voz en una Película Animada  | Tom Holland                                                      | Nominado  | [ 8 ] [ 49 ]  |
| 2021 | Critics' Choice Super Awards                      | Mejor Actriz de Voz en una Película Animada | Octavia Spencer                                                  | Nominado  | [ 8 ] [ 49 ]  |
| 2021 | Denver Film Critics Society                       | Mejor Película Animada                      | Onward                                                           | Nominado  | [ 50 ]        |
| 2021 | Detroit Film Critics Society                      | Mejor Película Animada                      | Onward                                                           | Nominado  | [ 51 ]        |
| 2021 | Georgia Film Critics Association                  | Mejor Película Animada                      | Onward                                                           | Nominado  | [ 52 ]        |
| 2021 | Golden Globe Awards                               | Mejor Película Animada                      | Onward                                                           | Nominado  | [ 9 ]         |
| 2021 | Golden Reel Awards                                | Mejor Edición de Sonido (Película Animada)  | Onward                                                           | Nominado  | [ 53 ]        |
| 2021 | Grammy Awards                                     | Mejor Canción Escrita para Medios Visuales  | «Carried Me With You»                                            | Nominado  | [ 10 ]        |
| 2021 | Hollywood Critics Association                     | Mejor Película Animada                      | Onward                                                           | Nominado  | [ 54 ]        |
| 2021 | Hollywood Music in Media Awards                   | Mejor Banda Sonora (Álbum)                  | Onward                                                           | Nominado  | [ 55 ] [ 56 ] |
| 2021 | Hollywood Music in Media Awards                   | Mejor Banda Sonora — Película Animada       | Mychael Danna, Jeff Danna                                        | Nominado  | [ 55 ] [ 56 ] |
| 2021 | Hollywood Music in Media Awards                   | Mejor Canción Original — Película Animada   | «Carried Me With You»                                            | Nominado  | [ 55 ] [ 56 ] |
| 2021 | Houston Film Critics Society                      | Mejor Película Animada                      | Onward                                                           | Nominado  | [ 57 ]        |
| 2021 | International Film Music Critics Association      | Mejor Banda Sonora en Película Animada      | Mychael Danna, Jeff Danna                                        | Nominado  | [ 58 ]        |
| 2021 | Kids' Choice Awards                               | Película Animada Favorita                   | Onward                                                           | Nominado  | [ 59 ] [ 60 ] |
| 2021 | Kids' Choice Awards                               | Voz Favorita en Película Animada            | Chris Pratt                                                      | Nominado  | [ 59 ] [ 60 ] |
| 2021 | Latino Entertainment Journalists Association      | Mejor Película Animada                      | Onward                                                           | Nominado  | [ 61 ] [ 62 ] |
| 2021 | Latino Entertainment Journalists Association      | Mejor Actuación de Voz o Captura de Imagen  | Tom Holland                                                      | Nominado  | [ 61 ] [ 62 ] |
| 2021 | Music City Film Critics Association               | Mejor Película Animada                      | Onward                                                           | Nominado  | [ 63 ]        |
| 2021 | NAACP Image Awards                                | Mejor Película Animada                      | Onward                                                           | Nominado  | [ 64 ]        |
| 2021 | North Carolina Film Critics Association           | Mejor Película Animada                      | Onward                                                           | Nominado  | [ 65 ]        |
| 2021 | North Dakota Film Society                         | Mejor Película Animada                      | Onward                                                           | Nominado  | [ 66 ]        |
| 2021 | Online Association of Female Film Critics         | Mejor Película Animada                      | Onward                                                           | Nominado  | [ 67 ]        |
| 2021 | Online Film Critics Society                       | Mejor Película Animada                      | Onward                                                           | Nominado  | [ 68 ]        |
| 2021 | Phoenix Critics Circle                            | Mejor Película Animada                      | Onward                                                           | Nominado  | [ 69 ]        |
| 2021 | Premios Óscar                                     | Mejor Película Animada                      | Onward                                                           | Nominado  | [ 70 ]        |
| 2021 | Producers Guild Awards                            | Mejor Productor de Película Animada         | Kori Rae                                                         | Nominado  | [ 71 ]        |
| 2021 | San Diego Film Critics Society                    | Mejor Película Animada                      | Onward                                                           | Nominado  | [ 72 ]        |
| 2021 | San Francisco Bay Area Film Critics Circle        | Mejor Película Animada                      | Onward                                                           | Nominado  | [ 73 ]        |
| 2021 | Saturn Awards                                     | Mejor Película Animada                      | Onward                                                           | Ganador   | [ 74 ]        |
| 2021 | Seattle Film Critics Society                      | Mejor Película Animada                      | Onward                                                           | Nominado  | [ 75 ]        |
| 2021 | St. Louis Film Critics Association                | Mejor Película Animada                      | Onward                                                           | Nominado  | [ 76 ]        |
| 2021 | Visual Effects Society                            | Mejores Efectos Visuales Animados           | Onward                                                           | Nominado  | [ 77 ] [ 78 ] |
| 2021 | Visual Effects Society                            | Mejor Diseño de Personajes Animados         | Onward                                                           | Nominado  | [ 77 ] [ 78 ] |
| 2021 | Visual Effects Society                            | Mejor Creación de Ambientes Animados        | Onward                                                           | Nominado  | [ 77 ] [ 78 ] |
| 2021 | Visual Effects Society                            | Mejor Simulación de Efectos Animados        | Onward                                                           | Nominado  | [ 77 ] [ 78 ] |
| 2021 | Washington D. C. Area Film Critics Association    | Mejor Película Animada                      | Onward                                                           | Nominado  | [ 79 ]        |
| 2021 | Washington D. C. Area Film Critics Association    | Mejor Actuación de Voz                      | Tom Holland                                                      | Nominado  | [ 79 ]        |
| 2021 | Washington D. C. Area Film Critics Association    | Mejor Actuación de Voz                      | Octavia Spencer                                                  | Nominado  | [ 79 ]        |